# Dracula minax
Dracula minax es una especie de orquídea epifita. Esta especie se distribuye en Colombia.

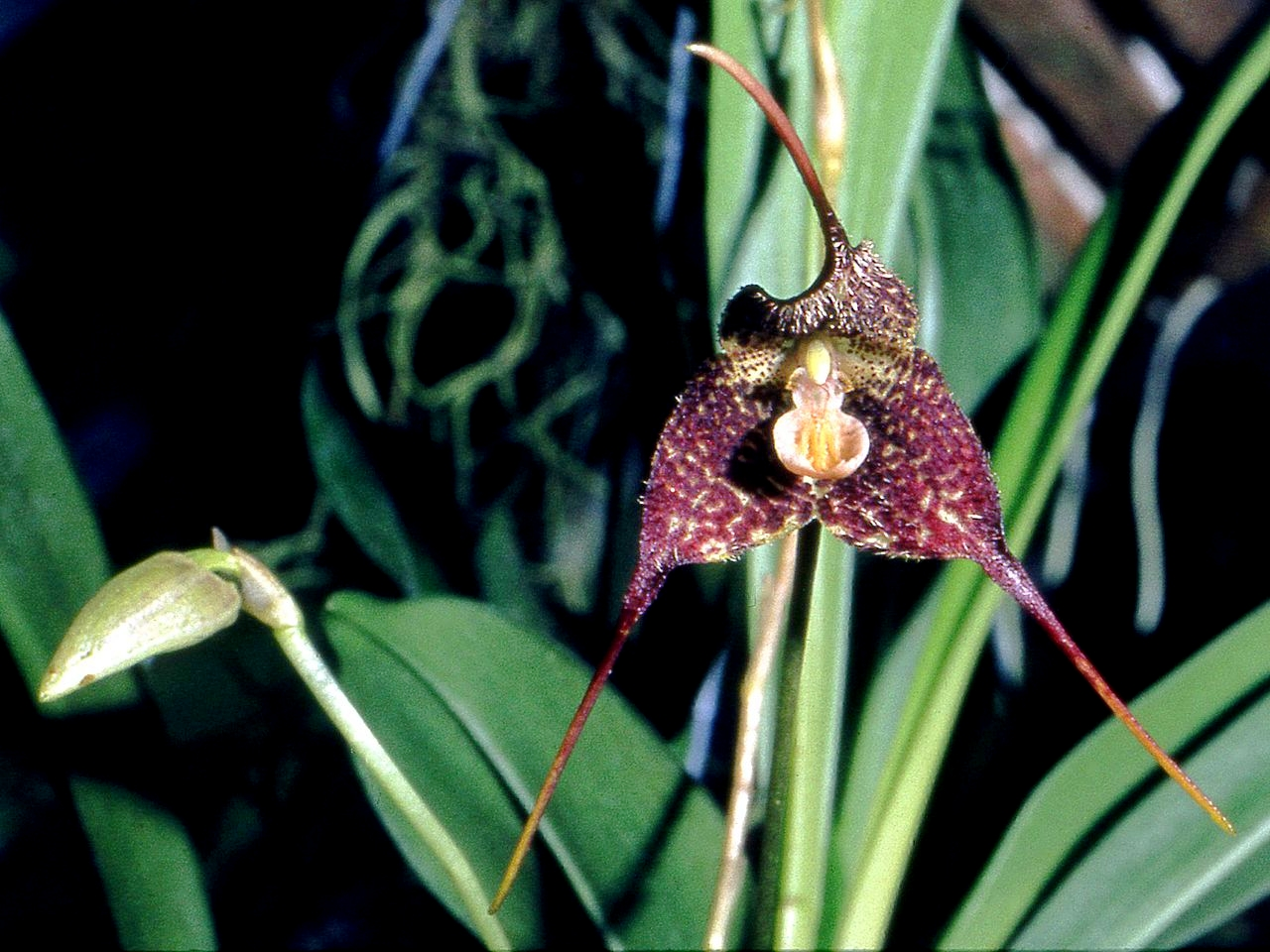
Flor

## Descripción
Es una orquídea de tamaño pequeño, con hábito de epifita y con ramicaules delgados, erguidos, que están envuelto basalmente por 2-3 vainas sueltas, tubulares y que llevan una sola hoja, apical, erecta, delgadamente coriácea, carinada, estrechamente elíptica, subaguda, que se estrecha gradualmente abajo en la base peciolada conduplicada. Florece en la primavera y el otoño en una inflorescencia horizontal descendente, de 16 a 25 cm  de largo, floja, con varias a muchas flores que surge de la parte baja en el ramicaule, escasamente bracteado y que lleva una bráctea tubular floral.

## Distribución y hábitat
Se encuentra en Antioquia en Colombia.   

## Taxonomía
Dracula  minax fue descrita por  Luer & R.Escobar y publicado en Orquideología; Revista de la Sociedad Colombiana de Orquideología 15: 27. 1981.
Etimología
Dracula: nombre genérico que deriva del latín y significa: "pequeño dragón", haciendo referencia al extraño aspecto que presenta con dos largas espuelas que salen de los sépalos.
minax; epíteto latíno que significa "que emerge".